# Németország államfőinek listája
A lista a Német Szövetségi Köztársaság (1949–1990 között Nyugat-Németország) államfőit tartalmazza.
| Államfő | Államfő | Államfő                            | Terminus             | Terminus                      | Párt      |
| Államfő | Államfő | Államfő                            | Kezdete              | Vége                          | Párt      |
| ------- | ------- | ---------------------------------- | -------------------- | ----------------------------- | --------- |
| 1       |         | Theodor Heuss (1884–1963)          | 1949. szeptember 13. | 1959. szeptember 12.          | FPD       |
| 2       |         | Heinrich Lübke (1894–1972)         | 1959. szeptember 13. | 1969 június 30. (lemondott)   | CDU       |
| 3       |         | Gustav Heinemann (1899–1976)       | 1969 július 1.       | 1974 június 30.               | SPD       |
| 4       |         | Walter Scheel (1919–2016)          | 1974 július 1.       | 1979 június 30.               | FPD       |
| 5       |         | Karl Carstens (1914–1992)          | 1979 július 1.       | 1984 június 30.               | CDU       |
| 6       |         | Richard von Weizsäcker (1920–2015) | 1984. július 1.      | 1994. június 30.              | CDU       |
| 7       |         | Roman Herzog (1934–2017)           | 1994. július 1.      | 1999. június 30.              | CDU       |
| 8       |         | Johannes Rau (1931–2006)           | 1999. július 1.      | 2004. június 30.              | SPD       |
| 9       |         | Horst Köhler (1943–2025)           | 2004. július 1.      | 2010. május 30. (lemondott)   | CDU       |
| 10      |         | Christian Wulff (1959–)            | 2010. június 30.     | 2012. február 17. (lemondott) | CDU       |
| 11      |         | Joachim Gauck (1940–)              | 2012. március 18.    | 2017. március 18.             | Független |
| 12      |         | Frank-Walter Steinmeier (1956–)    | 2017. március 18.    | hivatalban                    | SPD       |